# Église Saint-Pierre de Mortrée
Pour les articles homonymes, voir Église Saint-Pierre.
L'église Saint-Pierre est une église catholique située à Mortrée, en France.

## Localisation
L'église est située dans le département français de l'Orne, sur la commune de Mortrée.

## Historique
L'édifice est inscrit au titre des monuments historiques en 2006.

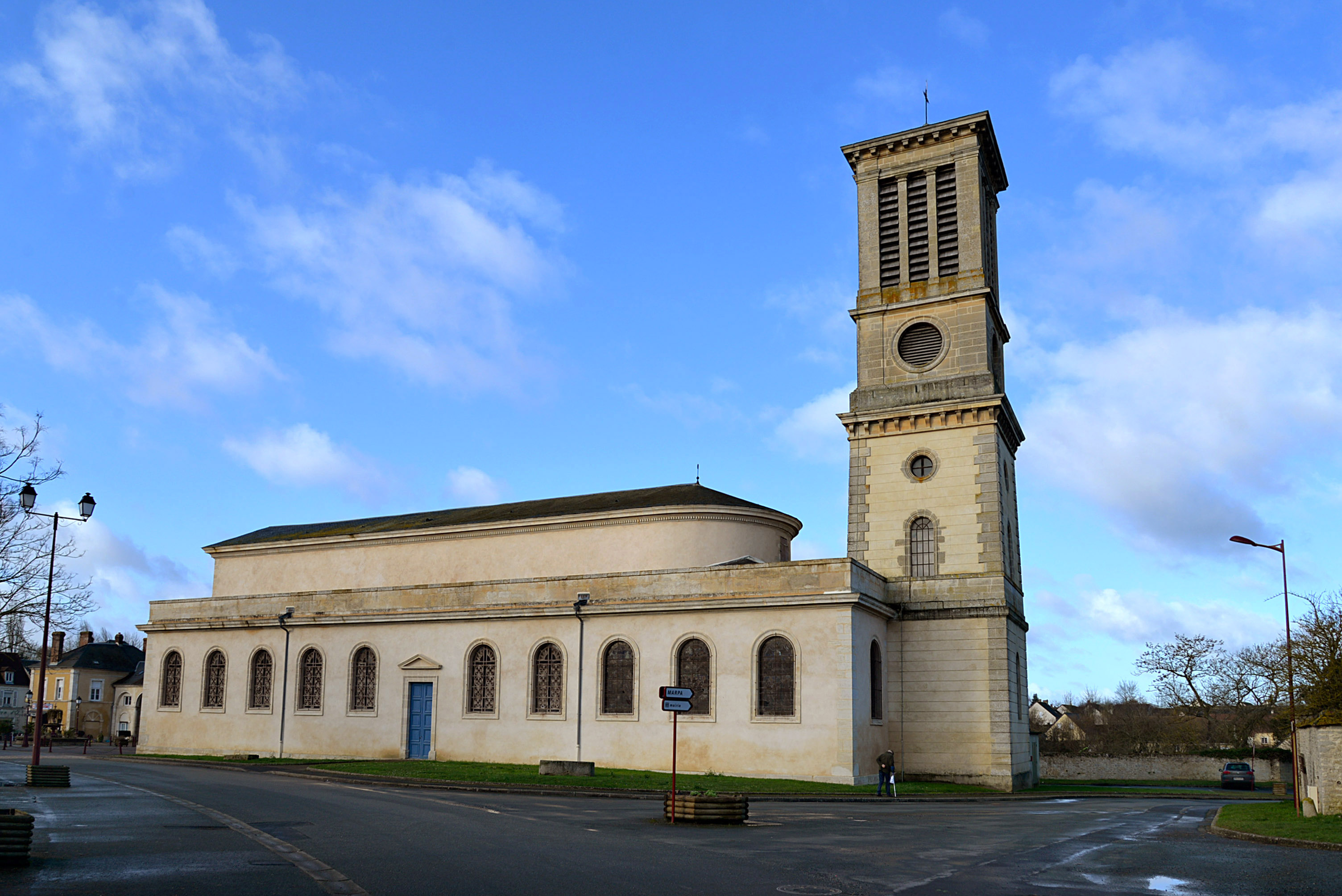
L’église Saint-Pierre.
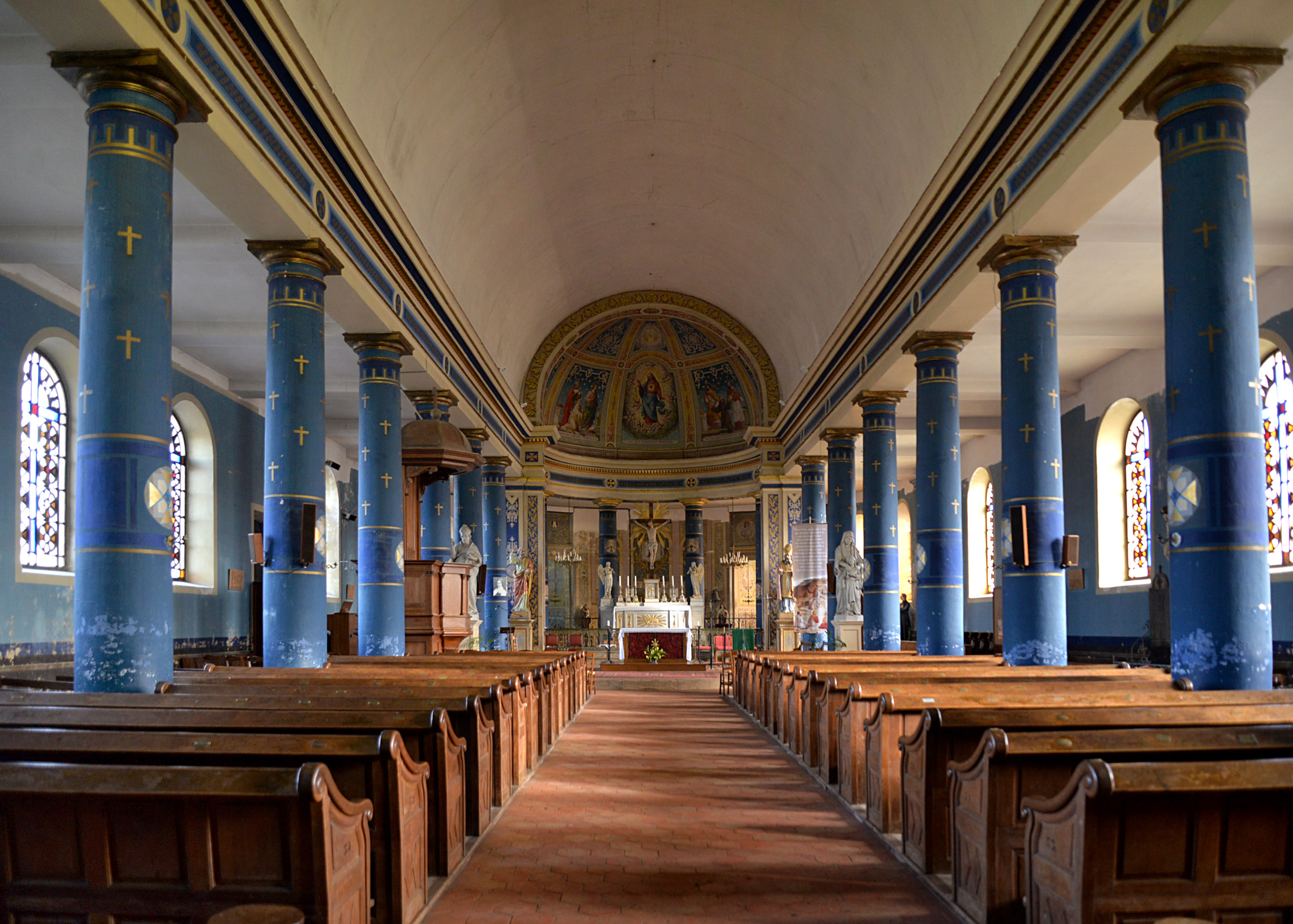
La nef de l’église Saint-Pierre.
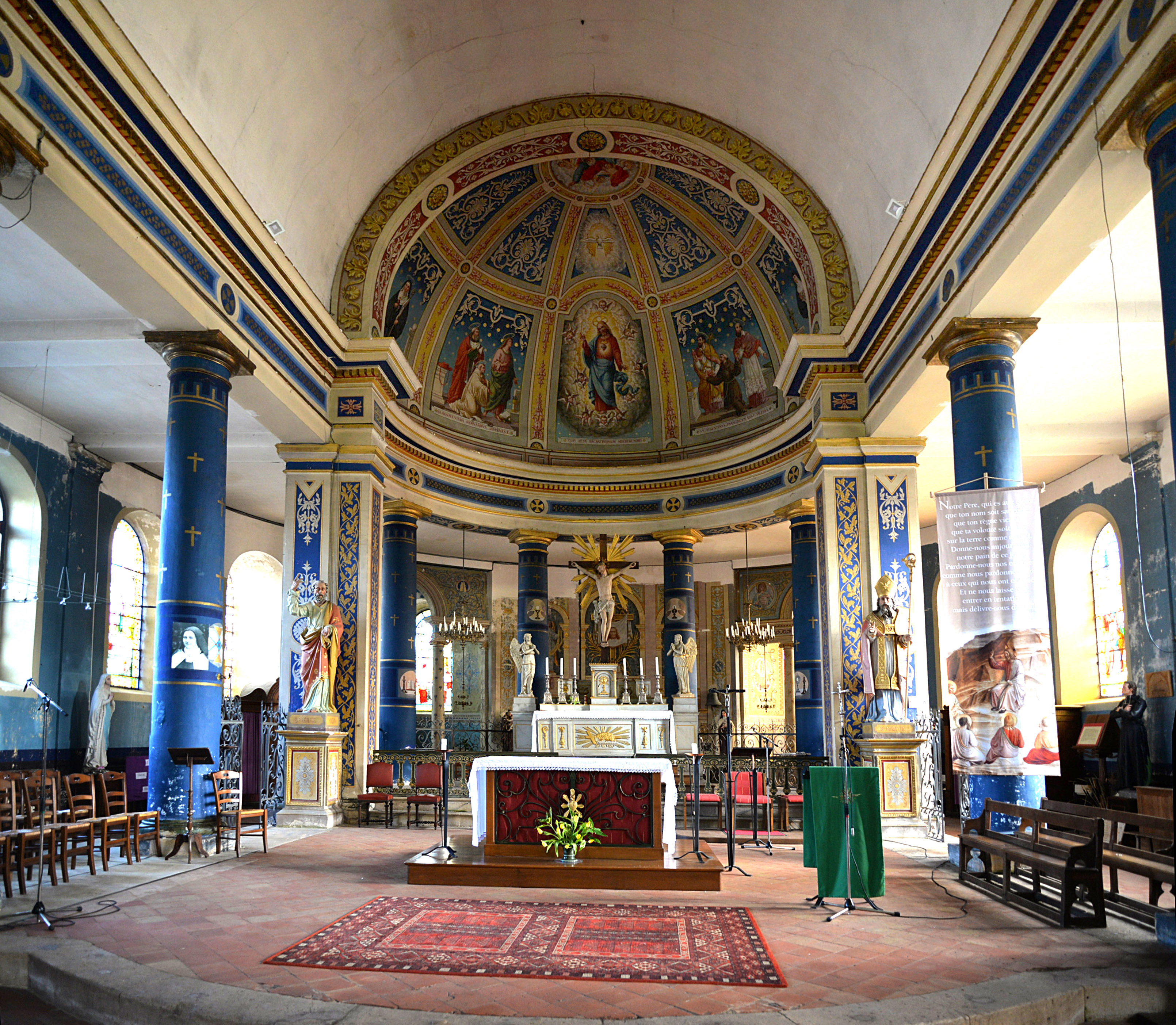
Le chœur de l'église Saint-Pierre.
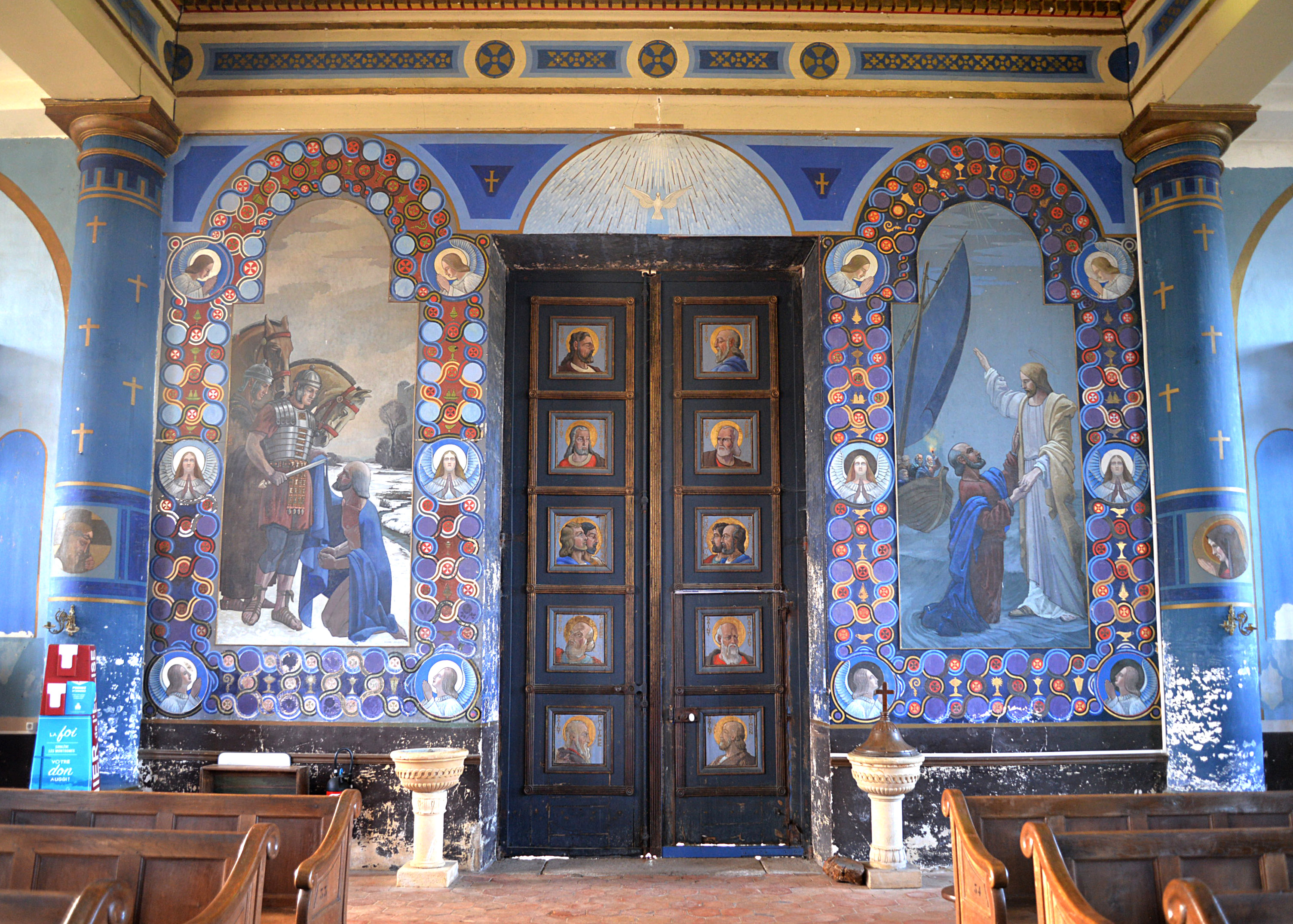
Décor mural du portail sud de l'église Saint-Pierre.
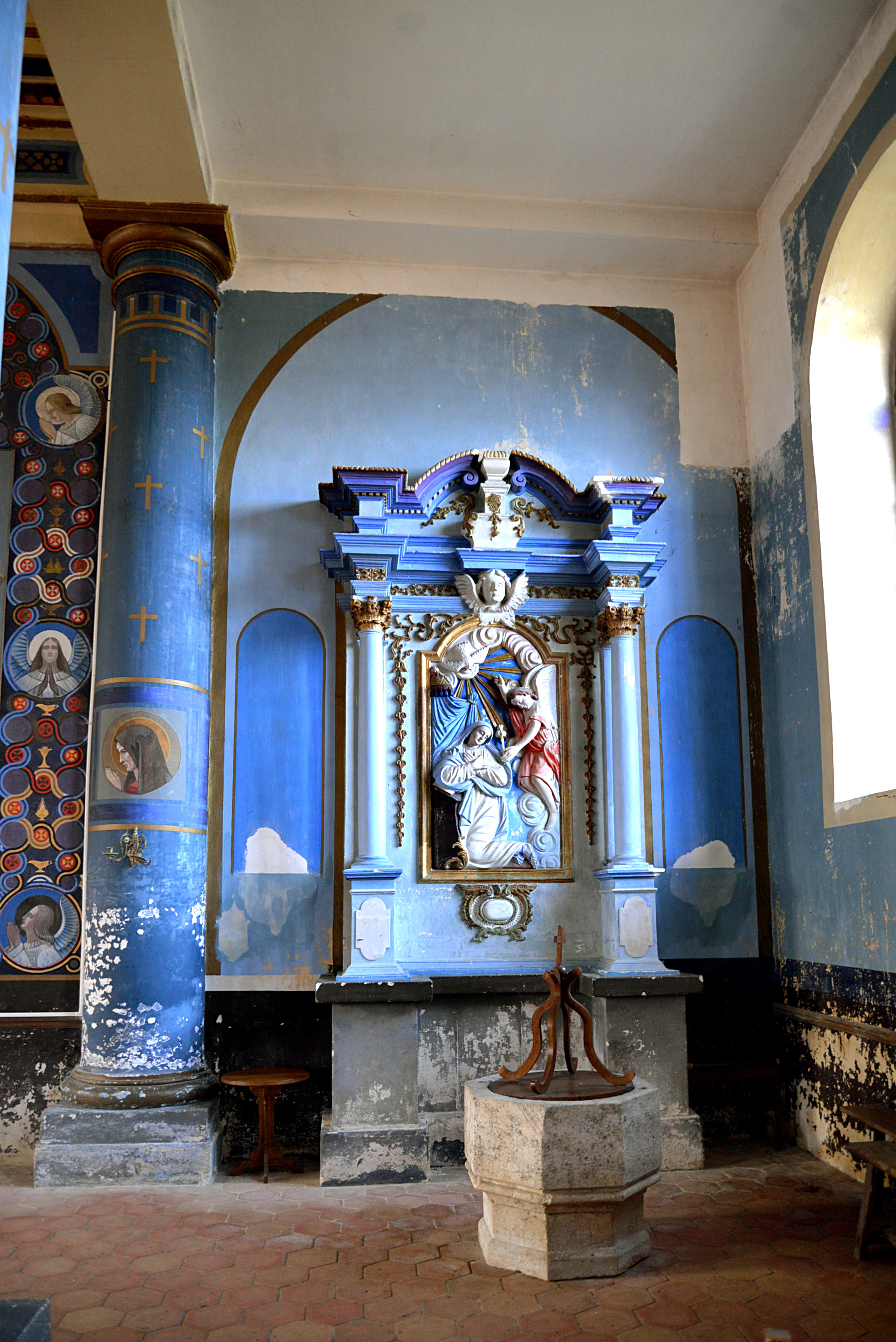
Autel secondaire de l'église Saint-Pierre.